# Pseudotulasnella
Pseudotulasnella is een monotypisch geslacht van schimmels behorend tot de familie Tulasnellaceae. De typesoort is Pseudotulasnella guatemalensis.